# Europski pravac E59
Europski pravac E59 (ukratko: E59) je europski pravac koji teče do sjevera prema jugu. E59 vodi od Jihlave u Češkoj, preko Beča, Graza, Maribora i Krapine prema Zagrebu.

## Tijek
- Češka
  -  Jihlava () - Moravské Budějovice - Znojmo

- Austrija
  -  Haugsdorf - Hollabrunn
  -  Hollabrunn - Stockerau ()
  -  Stockerau - Beč ()
  -  Beč ( )
  -  Beč - Bečko Novo Mjesto - Graz ( )
  -  Graz - Spielfeld

- Slovenija
  -  Šentilj - Maribor ()
  -  Maribor - Gruškovje

- Hrvatska
  -  Macelj - Krapina - Zagreb (  )

## Vanjske poveznice
|  | Zajednički poslužitelj ima još gradiva o temi Europski pravac E59 |